# Forsthaus Wilhelmsbrück
Das Forsthaus Wilhelmsbrück ist ein Wohnplatz der Gemeinde Grünheide (Mark) im Landkreis Oder-Spree in Brandenburg.

## Geografische Lage
Der Wohnplatz liegt am äußersten östlichen Rand der Gemarkung und grenzt dort unmittelbar an den Wohnplatz Onkel-Toms-Hütte der Stadt Fürstenwalde/Spree. Südlich fließt der Trebuser Graben von Osten kommend in westlicher Richtung am Wohnplatz vorbei, südlich hiervon verläuft die Bahnstrecke Berlin-Frankfurt (Oder).

## Geschichte
Der Wohnplatz entstand in der Mitte des 19. Jahrhunderts; 1840 gab es ein Wohngebäude, das als Unterförsterei von neun Personen genutzt wurde und dem Amt Fürstenwalde gehörte. Die erste urkundliche Erwähnung stammt aus dem Jahr 1844. Im Jahr 1864 war die Anzahl auf elf Personen angestiegen (ebenso 1871). Bis vor 1880 war Wilhelmsbrück ein Wohnplatz von Hangelsberg, vor 1880 ein Wohnplatz von Fürstenwalde/Spree. Im Jahr 1885 lebten nur noch fünf Personen in einem Wohnhaus, ebenso 1895. Im Jahr 1905 waren es sechs Personen, ebenso 1925. Die seelsorgerische Betreuung wechselte ebenfalls und lag bis 1913 in Jänickendorf, ab 1913 in Hangelsberg. Im Jahr 2003 kam Wilhelmsbrück zur Gemeinde Hangelsberg und schließlich zu Grünheide (Mark).